# Lena Horne
Lena Mary Calhoun Horne (Brooklyn, New York, 30. lipnja 1917. - New York City, New York, 9. svibnja 2010. ), američka pjevačica, glumica, plesačica i aktivistica za zaštitu ljudskih prava.